# Udalrich von Graz (Dunkelstein)
Udalrich von Graz (Udalrich von Dunkelstein, Ulrich, urkundlich erstmals um 1130; † nach 1164), aus der Familie der Herren von Graz war ein Ministeriale des Bernhard von Stübing und dessen Sohnes Udalrich von Graz, nach 1156 Gefolgsmann des Landesfürsten Markgraf Otakars III. 1136 wird er als prefectus der Burg von Graz genannt. Die Erwähnung seines Namens in einer Urkunde datiert vom 10. Jänner 1140, als Udalrich de Grace bei der Gründung des Chorherrenstiftes in Sankt Marein bei Knittelfeld (später nach Seckau verlegt) durch Adalram von Waldeck als Zeuge anwesend war, gilt als der erste sichere Nachweis des Namens Graz.
Udalrich wird auch mehrmals als Dunkelsteiner (Burg Dunkelstein bei Ternitz) genannt.

## Genealogie
Nach Fritz Posch (1978), W. Brunner (2004)
A: Hadmar vom Ennstal, Gefolgsmann Raffolds und Beros, vermutlicher Erbauer der Burg auf dem Grazer Schloßberg in Beros Auftrag, Burggraf, Gründer von Harmsdorf (jetzt im Grazer Stadtgebiet)
B: Sigiboto (urk. 1120–1125)
B: Dietmar von Graz-Dunkelstein (urk. 1128 (gefälschte Urkunde), † vor 1170), Ahnherr der Dietmare
C: Dietmar von Graz (urk. 1155–1189 bzw. 1147–1187), ⚭ NNw, Tochter Hartnids I. von Ort († vor 1147)
D: Ortolf (urk. 1185), Konverse im Stift Admont, nach kurzer Zeit wieder ausgetreten
D: Otto I. von Graz (urk. 1170, 1185, 1189), "castellanus de Graez"
E: Otto II. von Graz, Erbauer der Burg Ehrenfels, ab 1229 "von Ehrenfels"
B: Ulrich/Udalrich von Graz-Dunkelstein (urk. ab ca. 1130 bis 1164, 1170), Burggraf, Ahnherr der Grazer Udalrichinger
C: Odalrich (Ulrich II.) (urk. 1164, 1170)
C: Otaker I. de Graz (urk. 1185, 1189, 1190, 1197, † wohl 1215), "burggravius de Graece", "castellanus de Graez"
D: Ulrich/Udalrich (III.), wird 1190 Salzburger Ministeriale (mit Burg Glanegg, Graslupp und weiteren Gütern als Erbteil)
D: Otaker (II.) von Graz (urk. 1206, 1211, 1243, 1254, 1259), "de Graetz", verlor 1237 als Anhänger Kaiser Friedrichs II. das Burggrafenamt und sein landesfürstliches Lehen Burg Helfenstein (zwischen Gratwein und Stübing, nach Zerstörung an Stift Rein)
C: Adilram (1172, 1173)
B: Reinhard (urk. 1148)
B: Engelfried? (1146)
Weitere Herren von Graz:
- Brüder Heinrich und Marquard (1171)
- Eckhard und Albin (1186)